# Kurzschlussläufer

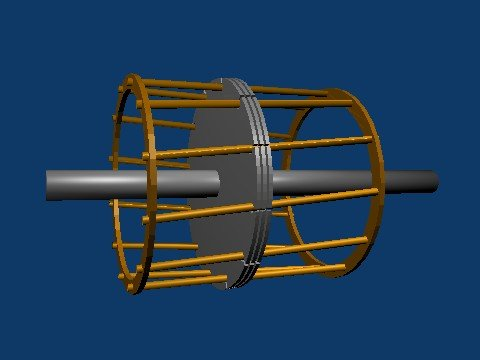
Beispielhafte Prinzipzeichnung eines Käfigläufers mit nur drei Eisenblechlamellen; der Käfig erinnert an ein Hamsterrad, weswegen der Käfigläufer auf Englisch squirrel-cage rotor genannt wird.

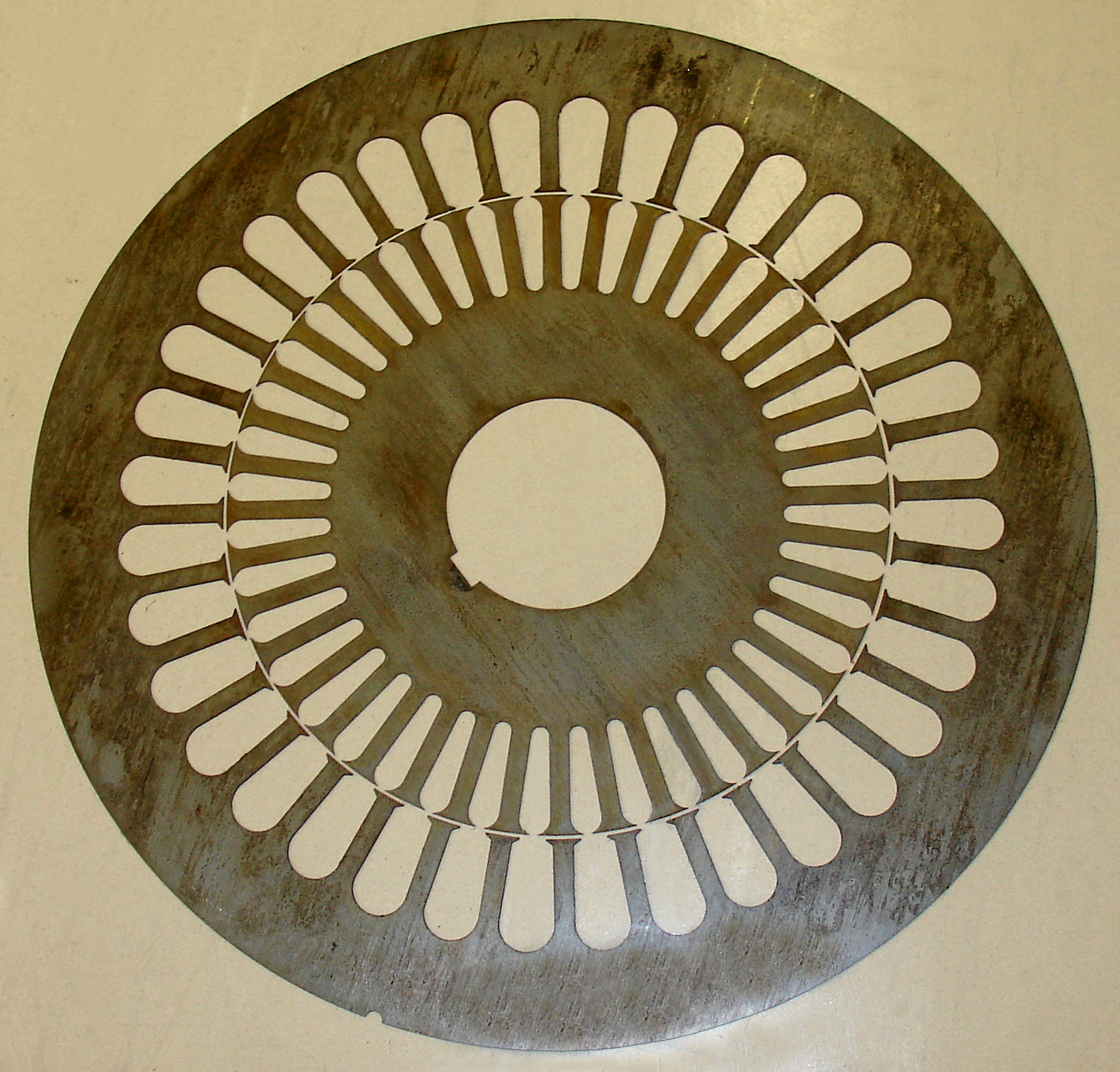
Einzelne Lamelle eines Eisenblechpakets eines Läufers (innen) und Ständers (außen)

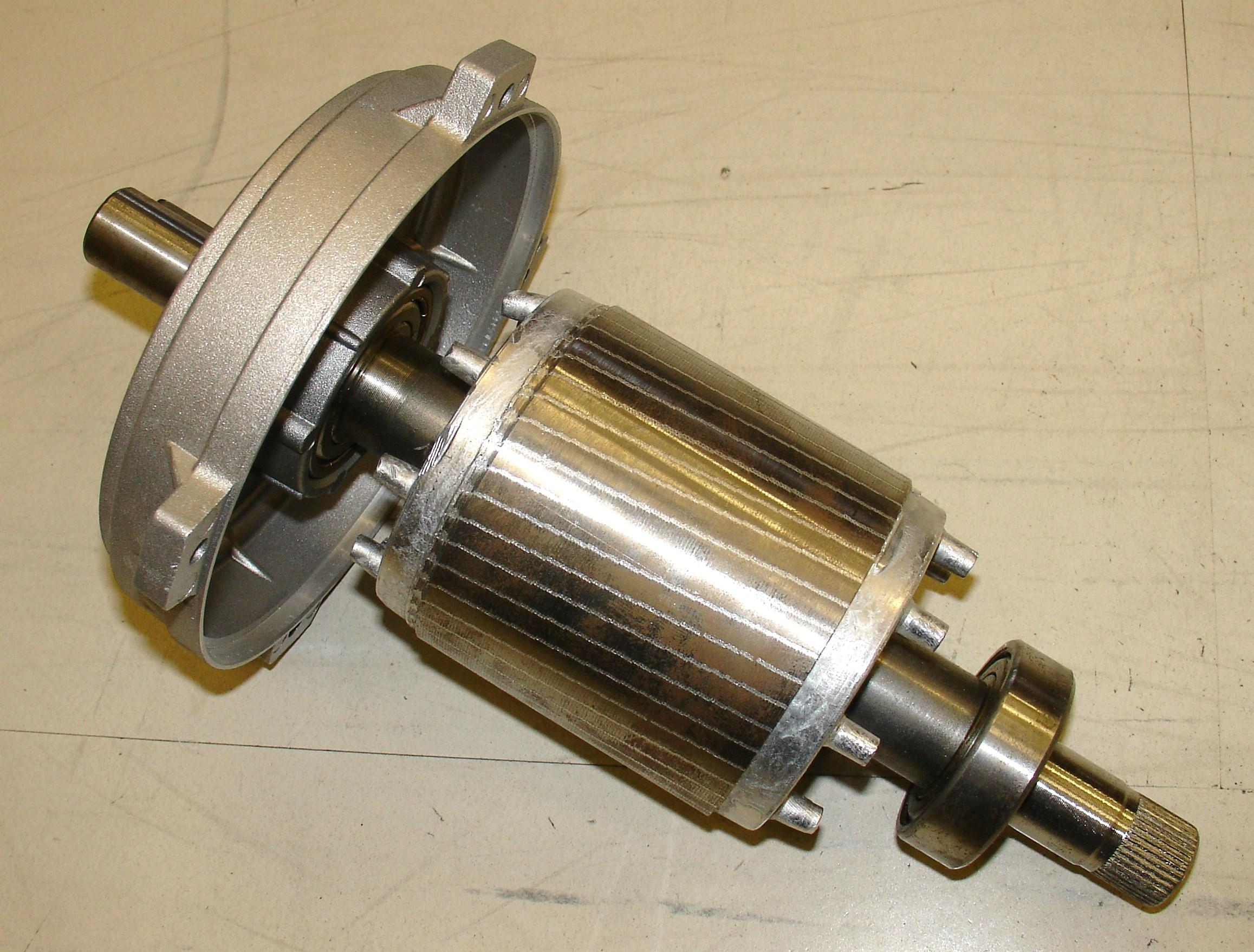
Käfigläufer eines 0,75-kW-Motors ohne Stator; gut zu sehen ist die durch versetzt gestapelte Bleche erreichte Verwindung der Aluminium-Käfig-Stäbe. An den Kurzschlussringen befinden sich stirnseitig Kühlzapfen. Die vergrößerte Oberfläche begünstigt die Wärmeübertragung an die umgebende Luft.

Kurzschlussläufer oder Käfigläufer werden diejenigen Rotoren bzw. Läufer von Asynchronmaschinen genannt, die im Blechpaket dauernd kurzgeschlossene massive Windungen in der Form eines Käfigs besitzen. Alternativ hierzu gibt es die aus Draht gewickelten, über Schleifringe angeschlossenen, Wicklungen der Schleifringläufermotoren. Der Kurzschlussläufer wurde 1889 von Michail Ossipowitsch Doliwo-Dobrowolski nach Vorarbeiten von Galileo Ferraris entwickelt. Bereits zu Beginn der 1890er Jahre wurden bei der Allgemeinen Elektricitäts-Gesellschaft (AEG) Kurzschlussläufer gebaut und in Asynchronmotoren eingesetzt.

## Aufbau
Der Kurzschlussläufer ist wesentlich einfacher aufgebaut als der Läufer des Schleifringläufermotors. Der Läufer besteht aus einem Eisenblechpaket, in das Metallstäbe aus gut leitenden Metallen eingebettet sind. Das Eisenblechpaket besteht aus 0,5 Millimeter dicken, gegenseitig isolierten Blechen, in die zur Aufnahme der Läuferstäbe Nuten eingestanzt sind. Die Bleche für Läufer kleinerer Maschinen werden im Komplettschnitt-, die Bleche von größeren Läufern werden im Hackschnittverfahren hergestellt.
Die Läuferstäbe sind mit beidseitigen metallenen Kurzschlussringen versehen. Für Motoren mit kleinerer Leistung bis etwa 100 Kilowatt wird der Käfig aus Aluminium-Druckguss hergestellt und in entsprechende Aussparungen des Eisenblechpakets (Nuten oder Löcher) eingepasst. Effizientere Motoren kleinerer Leistung (siehe auch Effizienz von Elektromotoren) verwenden anstelle des Aluminiums Kupfer, das aufgrund des geringeren spezifischen Widerstandes im Betrieb weniger Verluste, jedoch einen höheren Anlaufstrom verursacht. Bei großen Leistungen wird der Käfig im Eisenblechpaket des Rotors aus Kupfer-, Messing- oder Bronzestäben aufgebaut, die beiderseits in außenliegende Kurzschlussringe zum Beispiel aus dem gleichen Material eingelötet werden. Sind die Läuferstäbe Rundstäbe, spricht man auch vom Rundstabläufer.
Die Nuten für den Käfigläufer sind in der Regel etwas verwunden, d. h. sie liegen nicht parallel zur Welle. Dadurch erhalten die Läuferstäbe des Käfigs eine einfache oder doppelte Schränkung. Käfige mit doppelt geschränkten Läuferstäben nennt man auch Staffelläufer. Durch das Schränken der Läuferstäbe erzielt man günstigere Anlaufbedingungen, da ein Rastmoment vermieden wird. Es wird weiterhin das Nutenpfeifen vermindert, welches durch inhomogenes Drehmoment und induktive Rückwirkungen entsteht.
Bei Kurzschlussläufern ist die Nutenzahl im Läufer-Blechpaket stets abweichend von der Nutenzahl des Ständers, sie kann entweder größer oder kleiner sein. In der Regel hat der Kurzschlussläufer eine kleinere Nutenzahl als der Ständer. Zum einen dient die unterschiedliche Nutenzahl zur Vermeidung eines Sattelmoments, das heißt, eines Sattels in der Drehmoment/Drehzahl-Kurve. Läufer mit geeigneten Nutenzahlen können dann auch für Motoren mit unterschiedlichen Polpaarzahlen verwendet werden. Werden für den Läuferkäfig Legierungen mit höherem Widerstand (Messing, Bronze) verwendet, haben die Motoren einen erhöhten Schlupf, laufen jedoch besser an. Die Läufer werden auch Widerstandsläufer oder Schlupfläufer genannt.
Der Dämpferkäfig (Dämpferwicklung) einer Synchronmaschine ähnelt im Aufbau dem Kurzschlussläufer. Eine besondere Bauart des Käfigläufers ist der Stromverdrängungsläufer. Bei diesen Motoren werden für den Läuferkäfig speziell geformte Läuferstäbe verwendet, die bewirken, dass der Anlaufstrom des Motors reduziert und das Anlaufmoment erhöht wird. Um einen besseren Wirkungsgrad zu erzielen, wurden spezielle Rotoren mit Läuferstäben aus Kupfer entwickelt und seit dem Jahr 2003 auch in Motoren verwendet. Motoren mit diesen Rotoren haben ein etwa 21 Prozent höheres Drehmoment als Motoren mit Rotoren aus herkömmlichen Materialien. Die so aufgebauten Rotoren werden Kupferrotoren genannt.

## Wirkungsweise
Durch das magnetische Drehfeld der Stator-Spulen wird in dem Metallkäfig eine Läuferspannung induziert. Aufgrund der untereinander kurzgeschlossenen Metallstäbe fließen in den Läuferstäben entsprechende Läuferströme, die ein eigenes Magnetfeld erzeugen. Die Ströme des Läufers ändern sich sinusförmig, sie bilden im Zeigerdiagramm einen Polygonzug. Die Verkopplung des Stator-Drehfeldes mit dem Käfigläufer-Feld führt zur Drehbewegung des Rotors. Bei steigender Drehzahl sinken sowohl die induzierte Läuferspannung, als auch der Läuferstrom. Außerdem verringert sich der Läuferblindwiderstand, was zur Folge hat, dass die Phasenverschiebung zwischen Läuferspannung und Läuferstrom kleiner wird.

## Betriebsverhalten
Motoren mit Kurzschlussläufer verhalten sich im Betrieb wie kurzgeschlossene Schleifringläufermotoren. Aufgrund der Rundstäbe haben sie einen großen Anzugsstrom und ein kleineres Anzugsmoment. Das ungünstige Anzugsmoment ist bedingt durch den geringen ohmschen Widerstand der Läuferstäbe. Bei etwa 1/7 der synchronen Drehzahl kommt es oftmals zu einer Einbuchtung der Kennlinie. Dieser Sattel wird durch Oberwellen verursacht. Erreicht dann der Motor nicht das erforderliche Hochlaufmoment, kann es vorkommen, dass der Rotor bei dieser Drehzahl festgehalten wird und nicht weiter auf seine Nenndrehzahl hochläuft. Sobald der Läufer auf Nenndrehzahl ist, sinkt die Drehzahl bei Belastung nur wenig. Der Motor zeigt ein Nebenschlussverhalten. Da Drehstrommotoren mit Kurzschlussläufer für bestimmte Anwendungen einen zu großen Anlaufstrom abnehmen oder ein zu hohes Anlaufmoment besitzen, verwendet man dort, wo ein sanfterer Anlauf erforderlich ist, die KUSA-Schaltung. Der Anzugsstrom bei Motoren mit Rundstabläufer beträgt das Acht- bis Zehnfache des Nennstroms. Der Läuferstrom lässt sich aufgrund der Bauweise des Läufers während des Betriebes nicht verändern. Drehstromasynchronmotoren mit Kurzschlussläufer können unter bestimmten Voraussetzungen als Asynchrongenerator arbeiten.